# Фундаментализм
Фундаментали́зм (от лат. Fundamentum — «основание») — собирательное наименование крайне консервативных религиозных, философских, моральных и социальных течений. Фундаментализм часто является политической реакцией на протекающие в современном обществе процессы глобализации и секуляризации.
Носит преимущественно религиозный характер, но не ограничивается религией.

## Общая характеристика
Фундаментализм понимается как приверженность набору идей и ценностей, понимаемых как основополагающие (фундаментальные) и рассматриваемых в качестве абсолютной истины вне зависимости от их содержания. Эти принципы используются отдельными социальными группами или организациями, называемыми фундаменталистскими, которые стремятся последовательно реализовать их во всех сферах социальной жизни, в том числе в политике. «Фундаментализм есть установка на определённую основную идею или основную ценность, которая берется под полномасштабную защиту». Ключевой идеей фундаментализма является идея возвращения к некому изначальному «чистому» состоянию, восстановления «утраченной чистоты» веры или идеологии, в той форме, в которой понимает это изначальное состояние конкретное фундаменталистское течение. Фундаменталистскими являются религиозные и секулярные течения мысли, которые выступают за «чистоту» своих идеологий и идейно-политических программ, их «очищение» от возникших в ходе общественно-исторического развития «вредных», в понимании фундаменталистов, элементов и, следовательно, за возврат к изначальным базовым (фундаментальным) основам.
Основой фундаментализма является реакция на социальные последствия распространения индивидуалистического этоса. Фундаментализм представляет собой один из вариантов ответа на вызов модернизации. Фундаментализмом не является любая верность традициям, как модернизмом — любые инновации. Консерватизм, следование культурного образования своим фундаментальным основаниям, а также традиционализм стремятся сохранить имеющееся положение вещей или законсервировать существующую традицию, тогда как фундаментализм ставит целью изменить существующее положение вещей, используя в качестве своей модели идеализированное и упрощённое прошлое. Модернизм понимается через базовые принципы эпохи Нового времени и постмодерна, фундаментализм — через пассивное или активное противостояние этим принципам, которое, однако также имеет модернистский характер. Фундаментализм не является пережитком архаики. В архаической традиции он не способен действовать продолжительное время, поскольку противостоит традиционному социальному воспроизводству, что заметно на примере средневековых сект. Конститутивным свойством фундаментализма является его конфликт с модерном, а не его внешние формальные признаки. В политической сфере фундаментализм по некоторым признакам близок к консерватизму, однако он не принимают участия в аналитическом, рациональном дискурсе модерна, переходя к более открытым формам синкретичного постмодернистского мышления. По этой причине для фундаментализма характерно, в частности, активное вовлечение в массовые акции. Фундаментализм включает идеологию социального и политического протеста, которая отвергает западный экспансионизм, форсированную модернизацию, по мнению фундаменталистов, подрывающие устои традиционного общества.
Фундаментализм стремится к возвращению личности под власть социальных институтов, откуда стремление фундаментализма к патерналистическим отношениям, построенным по образу семьи. Воспроизводится архаичный политический патернализм, при котором политическое устройство социума сведено к родовой власти, к структуре большой семьи. Такое представление эксплицировано присутствует ещё в конфуцианстве. Такие политические категории, как власть, авторитет, сила, обосновываются сакральностью института семьи. Процветание рассматривается как результат политического могущества, а не наоборот, как в модернистском дискурсе. С опорой на сакральность радикальные группы фундаменталистов применять насилие в идеологических или политических целях", становясь экстремистскими организациями.
Фундаменталисты сознательно и неосознанно защищают ценности, которые в обществе были девальвированы. В результате они теряют общественную поддержку, отказываются от социального диалога, конструктивного восприятия вызовов модернизации и маргинализируются.
Смысловым ядром фундаменталистского учения выступает, как правило, текст, рассматриваемый фундаменталистами как сакральный, несомненный источник «чистого», «истинного» знания. По этой причине фундаменталистские тенденции характерны чаще всего для религий и учений, опирающихся на сакрализированный текст.
Термин изначально применялся в отношении ряда протестантских деноминаций США, использующих буквальное прочтение религиозных христианских текстов (главным образом Библии) и полностью отвергающих любые рациональные и аллегорические толкования. В дальнейшем это обозначение распространилось на любые религиозные течения такого рода и некоторые внерелигиозные концепции. Но обычно под этим словом подразумевается именно религиозный фундаментализм.
В качестве одной из основных своих задач религиозный фундаментализм рассматривает возвращение религиозным структурам господствующих позиций в обществе.

## История термина
Термин «фундаментализм» изначально использовался для обозначения узконаправленных религиозных убеждений, развившихся в протестантском движении в США в начале XX века, и имеющих свои истоки в фундаменталистско-модернистских противоречиях, широко известных в тот период. Он был связан с публикацией серии произведений под заголовком «The Fundamentals. A Testimony to the Truth». До 1950-х годов термин фундаментализм не был внесён в Оксфордский словарь английского языка. Термин широко используется в качестве пейоративного, негативно характеризующего определения, особенно часто сочетаясь с другими эпитетами (напр., часто употребляемые выражения «исламский фундаментализм», «праворадикальный/леворадикальный фундаментализм»).

## Религиозный фундаментализм
Религиозный фундаментализм — тенденция, выражающая отрицательную реакцию консервативных религиозных кругов (XIX—XX веков) на секуляризацию, то есть эмансипацию науки, культуры и общественной жизни от религии, что стало причиной маргинализации последней. Тенденция, противоположная религиозному и философскому модернизму.
Фундаментализм имеет преимущественно религиозный характер, поскольку в религии ревнители архаического этоса находят важный источник табу, культа и мифологического мировоззрения. В рамках фундаментализма важнее традиция, чем религиозное богоискательство.
Религиозный фундаментализм представляет собой идеологию религиозных и религиозно-политических движений и течений, активно выступающих за возврат к истокам или богословской основе вероучения, к вере в её «изначальной чистоте», в той форме, в какой понимает эти истоки и чистоту конкретное течение. Фундаменталистская критика, как правило, является очень селективной, фокусируясь только на некоторых острых явлениях морального упадка, включая аборты, контрацепцию, проституцию, адюльтер, преподавание в школе теории эволюции вместо креационизма и общество потребления.
Как правило, большинство в религиозных организациях составляют традиционалисты, тогда фундаменталисты и модернисты представлены маргинальными течениями. Однако в периоды значительных социальных изменений и общественно-политических кризисов количество сторонников фундаментализма может существенно возрастать.
Наиболее активно фундаменталистское течение проявляется в исламе, христианстве, иудаизме и индуизме. Тем не менее направления, имеющие признаки фундаменталистских, выявляются специалистами в иных религиях.

### Христианский фундаментализм
Христианский фундаментализм — христианское религиозное движение, опирающееся на библейский буквализм (протестантский фундаментализм). Некоторые учёные называют фундаменталистами также католиков, отвергающих современное христианское богословие в пользу более традиционных доктрин. Исследователями применяется также термин православный фундаментализм в отношении фундаменталистских течений в православии.

#### Протестантский фундаментализм

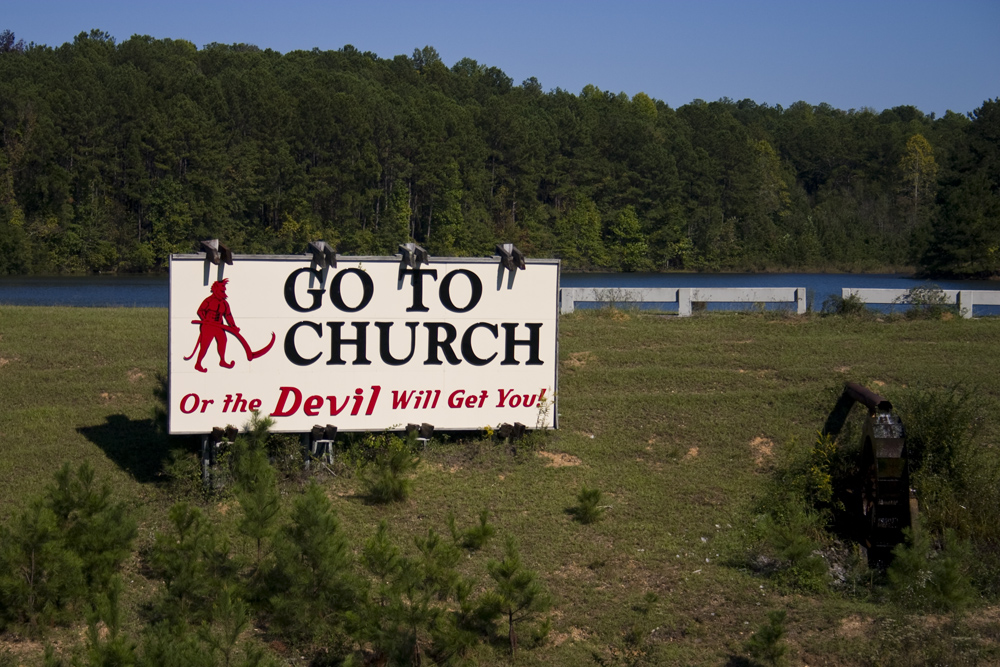
Билборд с надписью «Идите в церковь или вас приберёт дьявол!» в Алабаме

Само понятие «фундаментализм» возникло в США именно в контексте протестантизма. В 1895 году на библейской конференции в городе Ниагаре-Фоллс группа протестантских пасторов выдвинула пять основных («фундаментальных») принципов: непогрешимость Священного Писания, божественное происхождение Христа и непорочное зачатие, гибель Христа на кресте за грешников («искупление замещением»), физическое воскресение Христа, будущее возвращение Христа во плоти (второе пришествие).
Эти принципы в 1910 году одобрила Пресвитерианская генеральная ассамблея и приняла ряд других консервативных религиозных организаций. В 1909—1915 годах в штате Калифорния пасторы Рубен Торри и А. С. Диксон напечатали 12 томов статей под общим названием «Основы» (The Fundamentals), в которых они растолковывались.
Широкую популярность религиозный протестантский фундаментализм получил в южных штатах США среди групп пресвитериан, баптистов и методистов в 1910-е—1912 годы. Идеологами движения отвергались любые попытки критики и модернистского истолковывания Священного писания.

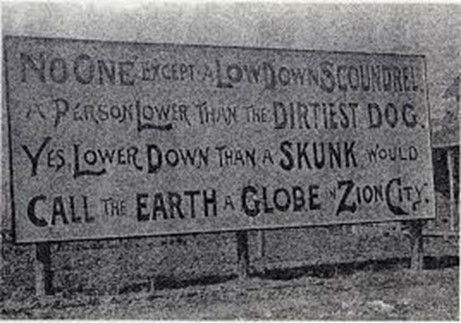
«Только подлый негодяй, личность ниже, чем самая грязная собака, да, ниже чем скунс, назовёт Землю шаром в Зайон-Сити»

С 1919 года существует Всемирная ассоциация фундаменталистов, которая в 1948 году была переименована в Международный совет христианских церквей (англ. International council of Christian churches), объединяющая около 140 протестантских организаций.
В 1920-е годы фундаменталисты провели ряд выступлений, критикующих победившие к тому времени эволюционистские основы в науке, а в южных штатах (например, штатах Теннеси, Арканзас, Миссисипи и др.) в 1921—1929 годах были приняты законы, запрещающие преподавание в государственных школах теории Дарвина о происхождении человека (см. Обезьяний процесс).
В 1973 году в штате Теннеси была принята поправка к закону, позволяющая преподавать дарвиновское учение в качестве гипотезы наряду с креационистской библейской версией.
В 1991 году Американской академией наук и искусств была издана работа Дж. Мура «Креационистский космос протестантского фундаментализма», в которой характеризуется антиэволюционистское движение в США, переживавшее в то время существенный подъём и консолидацию с политической властью. Сопротивление преподаванию в школе эволюционной биологии существовало в США и ранее, однако Мур указывает, что «фундаменталисты сегодня насчитывают в своих рядах до четверти всего населения США, и это при быстром росте числа вновь обращённых. Эти люди верят, что они живут во Вселенной, которая была чудесным образом сотворена из ничего за шесть дней всего лишь несколько тысяч лет назад, и что Земля населена только теми животными и растениями, которые пережили всемирный потоп… Креационистская космология снискала протестантскому фундаментализму те авторитет и влияние, которые он оспаривал у фундаментальной науки».
По мнению историка науки Джеральда Холтона, это новейшее контрмировоззрение существенно отличается от теологического антисциентизма XIX века. В числе представителей американского антиэволюционистского движения присутствует большое число специалистов, имеющих научное и техническое образование, учёные степени, многие из них являются сотрудниками исследовательских институтов. Мотивация участников движения, как считается, включает к внутреннюю потребность или склонность буквально уверовать в религиозные догмы. Влияние оказала также общая психологическая напряженность в период холодной войны, последствия которой могли восприниматься как материализация апокалипсических пророчеств. Протестантское креационистское движение активно финансируется и обладает качественной организационной структурой, осуществляет крупную издательскую деятельность, включающую выпуск журналов, работу книжных издательств, учебных заведений, радио- и телепрограмм, кинематограф; имеет тесную связь с наиболее консервативными политическими и церковными деятелями. Средством для движения выступает пропаганда «научного креационизма», включая его включение в школьные программы, для чего на местные органы образования оказывается существенное давление. К креационистской идеологии присоединился ряд политиков-евангелистов, включая Дж. Фэлвелла, П. Робертсона, Дж. Бэйкера, Д. Дж. Кеннеди и др. Союзниками движения является ряд высокопоставленных государственных деятелей. В то же время критика со стороны научного сообщества США происходит редко.
Креационистская идеология, согласно её сторонникам, направлена на противостояние эволюционизму, который протестантские креационисты могут воспринимать как сатанинскую, антихристианскую проповедь. Движение ведёт наступление на «секулярный гуманизм», воспринимаемый ими как «сатанинская идеология». Согласно публикациям креационистов, их цели стоят дальше дискредитации современной биологии и сосредоточены на традиционной в рамках религиозного фундаментализма подготовки в земной жизни к переходу в иной мир.

#### Католический фундаментализм
Весьма влиятельны в христианском мире католические фундаменталисты. К ним относят, в частности, «Священническое братство св. Пия Х», основанное в 1970 году архиепископом Марселем Лефевром. Конфликт Лефевра с официальным Ватиканом привёл к отлучению архиепископа от церкви. Не менее известна организация «Opus Dei» («Божье дело»), основанная испанцем Эскривой де Балагером в 1928 году и оказавшая большое влияние на ряд правых политических режимов XX века в Европе и Латинской Америке. Известны также «Militas Dei» («Воины Божьи») или «Лига католической контр-реформации» (Франция).
Католические фундаменталисты выступают против модернизма, ошибочно понимаемого экуменизма и реформированного богослужения, принятого после II Ватиканского собора.

#### Православный фундаментализм

Символика «Союза православных хоругвеносцев» с лозунгом «Православие или смерть!»

Общими основами современного православного фундаментализма являются бескомпромиссный антиэкуменизм (особенно антисектантство и антикатолицизм); антилиберализм, антииндивидуализм, критика «западных ценностей»; государственничество (державность), поддержка национально-патриотических движений. Идеологическими столпами называет теоцентризм, благочестие, Святое Предание и традиция, следование истине Писания и святых Отцов, добродетель и целомудрие, концепции Христианского государства, народ и Родина.
Политолог К. Н. Костюк считает, что зарождение православного фундаментализма в России происходило в начале XX века. На общественном уровне его проявлением стали еврейские погромы (1881, 1903), а на политическом — созданием «Союза русского народа». Среди теоретиков того времени он называет архимандрита Макария (Гневушева), архиепископа Андроника (Никольского), протоиерея Иоанна Восторгова, В. А. Грингмута, А. И. Дубровина, Н. Е. Маркова, В. М. Пуришкевича. При этом он особо отмечает, что по сравнению с религиозными в это же время в России «более агрессивными были проявления секулярного политического фундаментализма со стороны эсеров и большевиков, практиковавших террористические формы борьбы».
Костюк указывает, что второй волной роста фундаменталистских настроений отмечены 1980—1990-е годы. В политическом поле оно ознаменовалось появлением национально-патриотических объединений с православной риторикой (первым из них было Общество «Память»). Если на ранних этапах значительную роль для таких объединений играли «антисемитизм, сохранявшийся в недрах советской культуры» и монархические настроения, то позднее «основную роль стал играть самостоятельный религиозный фактор». В стране действовал ряд религиозно-общественных организаций фундаменталистского характера, таких как «Братство», «Православие или смерть», «Общество ревнителей митрополита Иоанна», «Чёрная сотня», «Славянский мир», «Союз православных граждан», «Общественный комитет за нравственное возрождение отечества», Христианско-патриотическое движение «Александр Невский».
По мнению Костюка фундаменталистские круги объединялись вокруг различных православных изданий от «выражающих крайне радикальную и критическую позицию» газет «Русь державная» и «Русь православная» до «ориентирующихся в том числе на конструктивную общественную деятельность (организация школ, детских садов и т. д.)» газеты «Радонеж» и журнала/телепередачи «Русский дом». Он признаёт, что «мир православного фундаментализма достаточно богат как интеллектуально, так и коммуникационно: внутри него постоянно идёт процесс общения, организуются конференции, мероприятия, акции, подобные походам хоругвеносцев и пр.».
В 2005 году директор информационно-аналитического центра «Сова» А. М. Верховский высказал мнение, что в настоящее время в целом сторонники радикального фундаментализма в православии составляют меньшинство верующих.

### Исламский фундаментализм

Знамя, использующееся различными исламистскими организациями, содержит белую шахаду на чёрном знамени

В условиях постколониализма, в исламе наблюдается «исламский фундаментализм» — течение, декларирующее необходимость возвращения мусульман к строгому соблюдению требований Корана и других священных в данной религии книг, а также «освобождения мусульманских земель от колонизаторов».
В настоящее время в исламе действует значительное в сравнении с другими религиями количество сильных фундаменталистских течений и групп. Эта ситуация может быть следствием кризиса ислама, связанного с проблемами интеграции исламского сообщества в мировое сообщество в условиях глобализации.
Джон Эспозито в своей книге «Исламская угроза: миф или реальность?» отмечает:
…Вдохнуть жизнь в мусульманские правящие учреждения и в общество можно лишь одним способом: вновь утвердить исламский закон, сделать его основой государства и общества, которые должны руководствоваться исламом и опираться на социальную справедливость… Современное национальное государство потерпело катастрофу… Слабость и подчинённое положение мусульманских государств — это следствие безбожия мусульман, которые уклонились от пути, начертанного Богом, и предпочли ему светские, материалистические идеологии и ценности Запада или Востока — капитализм или марксизм.
Теория и практика исламского фундаментализма отличается разнообразием, данное движение характерно, как для суннитского, так и для шиитского направления ислама. В отдельных государствах фундаменталистам удалось добиться принятия своей идеологии в качестве господствующей, в частности, в Исламской Республике Иран. В ряде других фундаменталистские движения действуют в качестве оппозиции существующим светским или традиционным государственным институтам, в качестве метода борьбы с которыми отдельными группировками фундаменталистов используются методы терроризма.
Идеи исламского фундаментализма лежат в основе политического ислама (исламизма).

#### Исламофашизм
Категорическое отрицание либеральных ценностей и склонность к радикальным методам борьбы дали основание ряду учёных, публицистов и политиков ввести в оборот термин «исламофашизм», которое впервые использовал французский писатель и публицист Максим Роденсон, обозначивший им режим революционной исламской диктатуры в Иране после событий 1979 года. Некоторые источники утверждают, что автором термина была итальянская писательница Ориана Фаллачи.
Известный философ Френсис Фукуяма в 2002 году утверждал, что сегодняшний «конфликт цивилизаций» — это не просто борьба с терроризмом и не борьба с исламом как религией или цивилизацией, а скорее «борьба с исламофашизмом», то есть с радикально нетерпимой и антисовременной доктриной, отрицающей ценности западной цивилизации, которая недавно получила распространение во многих частях исламского мира.
Однако некоторые известные учёные и политики критикуют употребление данного термина. В частности, Евгений Примаков считает, что есть исламский экстремизм, но не исламофашизм, поскольку фашизм строится на национализме Некоторые критики утверждают, что термин используется для пропаганды.

#### Шиитский фундаментализм
После Исламской революции в Иране установилась власть аятол, а сам Иран со светского государства стал официально Исламской республикой. Иранский режим Рухоллы Хомейни ввел во все сферы жизни законы шариата, за несоблюдение которых в Иране вводилось наказание. Общей характеристикой Иранского фундаментализма является антилиберализм, исламизм и шиитский клерикализм.
Термины «консерватизм», «фундаментализм» и «неофундаментализм» являются предметом философских дискуссий. Джавад Табатабаи, Рональд Дворкин и несколько других философов и политиков раскритиковали эту терминологию и предложили различные другие классификации в контексте иранской политической философии.

### Иудейский фундаментализм
Иудейский фундаментализм проявляется в деятельности ряда организаций и политических партий Израиля, выступающих за организацию всей жизни в государстве в соответствии с религиозными законами иудаизма. Некоторые группы ортодоксальных иудеев (так называемых харедим) часто конфликтуют с представителями светского населения Израиля в связи с несоблюдением последними строгих религиозных ограничений. Данные группы часто вступают в прямые столкновения с полицией.
Существует также ультрарадикальная иудейская организация «Нетурей карта», вовсе не признающая Израиль как государство в связи с тем, что оно основано до прихода Мессии.

### Индуистский фундаментализм
В Индии действует несколько влиятельных и многочисленных фундаменталистских организаций, основанных на индуистской религии. В частности, «Раштрия Сваямсевак Сангх» («Союз добровольных служителей нации» — РСС) насчитывает около 4 млн членов. РСС имеет свои военизированные подразделения и профсоюзы. Кроме РСС известна также такая радикальная индуистская организация как «Шив сена» («Армия Шивы»). и радикальная молодёжная организация «Баджранг дал» (Отряд сильных).

### Неоязычество
Ряд направлений славянского неоязычества (родноверия) относятся к фундаментализму. Однако родноверие, как «природная вера», прославляет разнообразие природы и, таким образом, поддерживает ценности множественности и плюрализма. Идеал «разнообразия природы» может вести к различным выводам. Большинство родноверов признают и ценят культурное, этническое и расовое разнообразие, но для сохранения этого разнообразия предлагают ограничить личную свободу. Этнические различия могут рассматриваться как часть «естественного разнообразия», а межрасовые браки — осуждаться как разрушающие это разнообразие.

## Нерелигиозный фундаментализм
Учёные выделяют ряд идеологий нерелигиозного фундаментализма, например государственно-политический, экономический, националистический, гендерный, феминистский, экологический, рыночный фундаментализм и т. п. Говоря об атеистическом фундаментализме, главный редактор журнала «Государство, религия, Церковь в России и за рубежом», кандидат философских наук, доцент РАНХиГС Д. А. Узланер отмечает: «Новые атеисты — это структурный аналог религиозных фундаменталистов. Это антирелигиозные фундаменталисты. Вообще, фундаментализм можно понимать и вне религиозного контекста. Он возникает как ответная реакция со стороны сообщества, чье спокойное, комфортное, размеренное существование было поколеблено радикальными социальными трансформациями. В основе фундаментализма стремление вернуть утраченную стабильность, восстановить поехавшую систему координат, с этим связана бескомпромиссность, любовь к простым решениям, поиск твердых, непоколебимых оснований и т. д.».
Фундаменталистским часто называют любой подход, абсолютизирующий те или иные взгляды как истину в конечной инстанции.

## Психология
В условиях маргинализации фундаментализма противоречия между личностью и социумом могут привести к психологическому кризису и искажению психики. Фундаменталист может совмещать шизоидную и навязчивую структуры личности. Личностный рост такого субъекта тормозится через возврат к инфантильному состоянию. Инфантильное сознание тормозит автономное мышление и самовосприятие, которое основано на рефлексии, критике и самокритике. Фундаменталист ощущает большое число угроз своей безопасности, находится в состоянии «осаждённой крепости», в результате чего мировосприятие субъекта становится пассивно-агрессивным, возникает «тоска по безопасности». В обществе, где высоким является уровень аффективной и когнитивной неопределённости, связанной со значительными социальными и культурными изменениями, наблюдается тенденция поощрения архаических форм безопасности в ущерб балансировке полюсов. Целью фундаментализма выступает гармоничная среда, где культурное и природное, субъект и объект, (в религиозном фундаментализме также творение и Творец) были бы связаны всеобъемлющим единством. По этой причине фундаментализм имманентно противопоставлен гуманистическому рационализму, опирающемуся на силы и возможности человека, саморазвитие и социальный прогресс. Фундаментализм опирается на веру во встроенность, во взаимосвязанный космос. Осадная психология и потеря веры в будущее становятся центром адаптации для индивидов, которых травмирует модернизация.
Фундаментализм не сводится к психическим акцентуациям. Однако социальная опора фундаменталистов включает маргинализированные социальные группы. Благочестие переходит в ритуальность, стремление сохранить дух христианского благочестия под влиянием психологии защитника осаждённой церкви трансформируется в навязчивое желание строгого исполнения ритуала. Метафизические разделение добра и зла становится строго чёрно-белым образом мира. Общество воспринимается как погрязшее в глубоком нравственном кризисе, в котором виноваты либерализация и разрушение традиционных религиозных моральных норм. Фундаментализм задаёт противоположный вектор, где тоска по подлинности становится идеологемой. Это восприятие является одной из причин такой характеристики фундаментализма как религиозный редукционизм, упрощённый подход к религиозным догматам.

## Критика явления
По мнению культуролога С. С. Аверницева, фундаментализм — это
«ложный традиционализм», «отмена истории».
Согласно И. В. Симонову, религиозный фундаментализм, в отличие от традиционализма, консерватизма и ортодоксии, характеризуется отвержением реальной традиции своей религии, большей части Священного Предания или его аналогов, религиозно-социального опыта предыдущих поколений; идеей радикальных перемен; стремлением к тому, что никогда не существовало в реальной истории данной религии или конфессии, то есть представляет собой фактический модернизм. В современных условиях воссоздать жизнь ранних представителей религии невозможно, поэтому фактически фундаменталисты выступают в качестве негативных модернизаторов, разрушителей традиций и связи поколений.

## Критика понятия
И. В. Симонов считает, что в ряде религиозных направлений фундаментализм как таковой невозможен по причине особенностей их учения, в частности, в православии и католицизме. По мнению исследователя, фундаментализм требовал бы возврата к первоначальному, «чистому» христианству с исключением созданных позднее католической и православной доктрин о Церкви, и, соответственно, выхода за пределы католицизма или православия. Однако в рамках протестантизма возвращение к «основам» («только Писание») является органичной идеей. В этой связи Симонов отмечает, что сам термин «фундаментализм» возник в связи с американским протестантизмом начала XX века.